# Red Foley
Red Foley (ur. 17 czerwca 1910 w Blue Lick, zm. 19 września 1968 w Fort Wayne) – amerykański piosenkarz country i osobowość radiowo-telewizyjna.

## Wyróżnienia
Posiada dwie gwiazdy na Hollywoodzkiej Alei Gwiazd.